# Риссе, Жаклин
Жакли́н Риссе́ (фр. Jacqueline Risset; 25 мая 1936, Безансон — 3 сентября 2014, Рим) — французская поэтесса, филолог-итальянист, литературный критик и историк литературы, переводчик.

## Биография
Закончила Эколь Нормаль. Входила в редакционный комитет журнала Tel Quel (1967—1982). Профессор французской литературы в Римском университете Ла Сапиенца. Возглавляла Центр итало-французских исследований в Исследовательском университете Рим 3 (). Была постоянным участник международных коллоквиумов Самосознание поэзии.

## Труды
Помимо написанных ею книг стихов и эссе о Данте, Петрарке, Морисе Сэве, Леопарди, Сент-Бёве, Марселе Прусте, Джойсе, Кафке, Батае, Джованни Маккья, Феллини и др. (на французском и итальянском языках), перевела Божественную Комедию Данте, Государя Маккиавелли, а на итальянский — произведения Франсиса Понжа, Клода Эстебана.
Стихи Жаклин Риссе переведены на английский и итальянский языки, её эссеистика — на английский, голландский и др.

## Книги

### Поэзия
- Jeu, Seuil, " Tel Quel ", 1971.
- Mors, Orange Export Ltd, 1976.
- La Traduction commence, Christian Bourgois, 1978.
- Sept passages de la vie d’une femme, Flammarion, 1985.
- L’Amour de loin, Flammarion, 1988.
- Petits éléments de physique amoureuse, Gallimard, " L’infini ", 1991.
- Les instants, Farrago, 2000.

### Эссе
- L’anagramme du désir, essai sur la Délie de Maurice Scève, Rome, Bulzoni, 1971 (переизд.: Paris, Fourbis, 1995)
- L’invenzione e il Modello. L’orizzonte della scrittura dal petrarchismo all’avanguardia, Rome, Bulzoni, 1973
- Dante écrivain ou L’Intelletto d’amore, Seuil, 1982
- Marcelin Pleynet, Seghers, 1988
- Puissances du sommeil, Seuil, 1997 (итал. пер. 2009).
- Dante, une vie, Flammarion, 1999
- Il silenzio delle sirene. Percorsi di scrittura nel Novecento francese, Roma: Donzelli editore, 2006
- Tra Petrarca e Leopardi. Variazioni inclusive, Milano: Aragno, 2006
- Traduction et memoire poetique: Dante, Sceve, Rimbaud, Proust, Hermann, 2007 (предисловие Ива Бонфуа)
- Une certaine joie. Essai sur Proust, Éditions Hermann, 2009 (премия имени Роже Каюа)